# Saint-Paul-de-Salers
Saint-Paul-de-Salers är en kommun i departementet Cantal i regionen Auvergne-Rhône-Alpes i mitten av Frankrike. Kommunen ligger  i kantonen Salers som ligger i arrondissementet Mauriac. År 2022 hade Saint-Paul-de-Salers 105 invånare.

## Befolkningsutveckling
Antalet invånare i kommunen Saint-Paul-de-Salers
Referens:INSEE